# Can Franquesa (Premià de Dalt)
Can Franquesa és una obra amb elements barrocs i gòtics de Premià de Dalt (Maresme) protegida com a bé cultural d'interès local.

## Descripció
Conjunt d'edificacions de tipus civil, de diferents períodes i adossats entre ells. Destaquen dos cossos perpendiculars units per una torre de defensa medieval. El cos de la dreta, el de més grans dimensions, és d'estil barroc i està format per una planta baixa, un pis i unes golfes en les que destaquen uns ull de bou ovalats, actualment cecs. Està cobert per una teulada de tres vessants. Les obertures presenten les llindes i brancals realitzades amb carreus de pedra.
L'altra construcció també té una planta baixa i dos pisos i està coberta per una teulada a doble vessant amb el carener paral·lel a la façana, que presenta totes les obertures realitzades amb carreus irregulars de pedra. Els angles també estan fets amb grans carreus.
Les dues construccions són d'obra vista.

## Història
Can Franquesa és la Seu de la Societat Cultural Sant Jaume, que aglutina la vida cívica i cultural de Premià de Dalt: grup d'Art i Lletres, sala de teatre i cinema i activitats esportives.
L'any 1592 Vicenç Franquesa fundà un benefici per l'altar de Santa Maria del roser (L. B. G.)